# Cao Dai

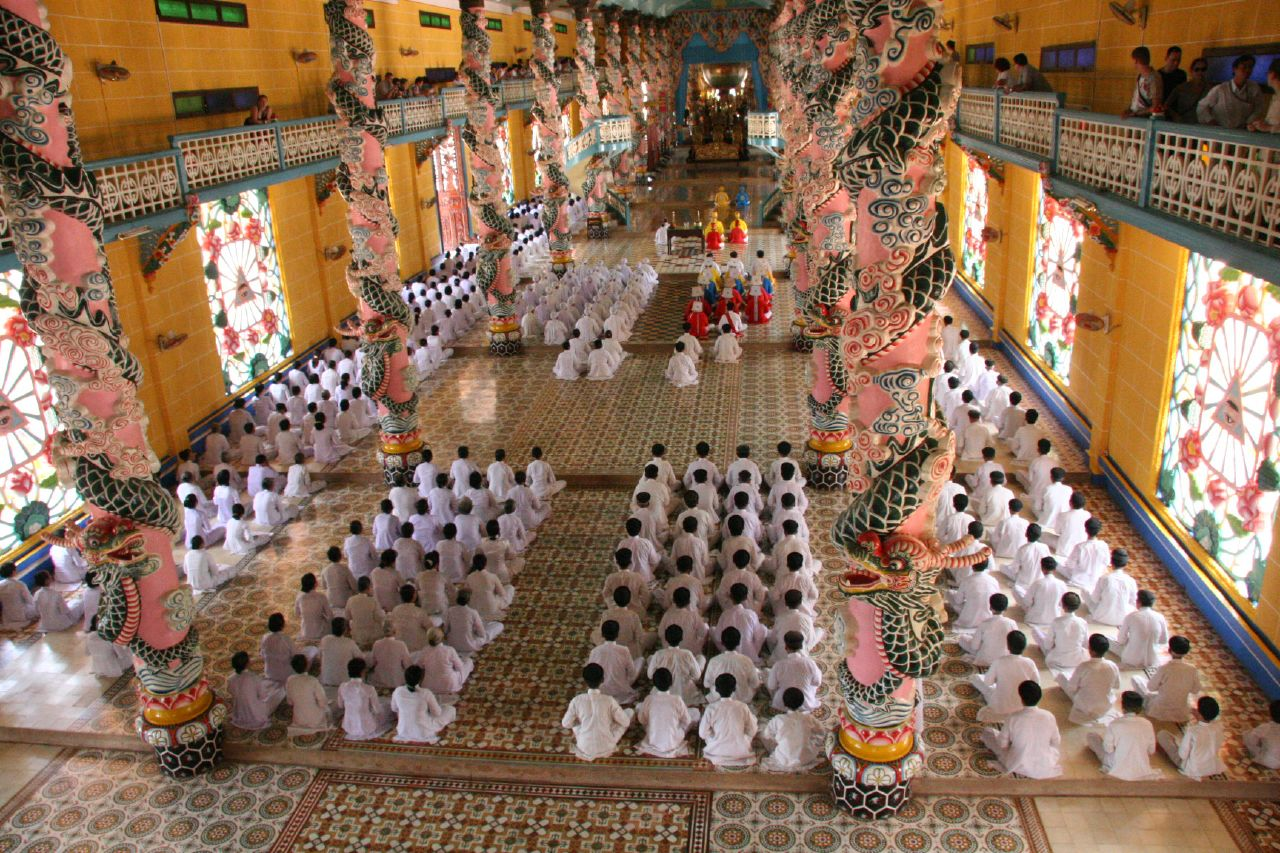
Cao Dai monniken in Tây Ninh

Cao Dai (Cao Đài) of caodaïsme is een relatief nieuwe syncretistische en monotheïstische religie officieel tot stand gekomen in Tay Ninh, Zuid-Vietnam in 1926. Đạo Cao Đài is de korte naam, de volle naam is Đại Đạo Tam Kỳ Phổ Độ.
Het is een poging om de ideale religie te creëren van de Noord- en Zuid-Vietnamese religies voor de hereniging. Het resultaat is een kleurrijke mengelmoes van Boeddhisme, Confucianisme, Taoïsme, Vietnamees spiritualisme en Christendom. "Cao Dai" betekent letterlijk "hoge toren"; op deze manier wordt er verwezen naar God. In de Tay Ninh provincie en de Mekong Delta is dit geloof het sterkst vertegenwoordigd. Er zijn begin 2006 zo’n 3 miljoen volgelingen van het caodaïsme. Het uiteindelijke doel van een volgeling van het caodaïsme is om te ontsnappen uit de cirkel van reïncarnatie.
Qua leer zitten in deze religie veel elementen uit de diverse Aziatische religies, maar de vorm en de benamingen van de clerus en de kerken is eerder christelijk geïnspireerd. 